# Всеукраїнське жіноче об'єднання «Солідарність»
Всеукраїнське жіноче об'єднання «Солідарність» — український рух, що бореться за права жінок.

## Історія
Перший Всеукраїнський з'їзд жіночих організацій, що відбувся в лютому 1994 р., відкрив якісно новий третій етап жіночого руху. Це — етап відкритості до співпраці та взаємодії жіночих організацій, об'єднання зусиль у розробці стратегії щодо відстоювання інтересів жінок.
Жіночий рух цього періоду розвивався в новому просторі «третього сектору», серед інших громадських і неурядових організацій, що виникали паралельно з жіночими та формували горизонтальні структури, горизонтальні зв'язки, які, можливо, з часом набудуть якості громадянського суспільства.
IV Всесвітня конференція зі становища жінок, яка проходить в Пекіні у 1995 році та участь жіночих організацій України в її діяльності суттєво вплинули як на розвій самого руху, так і трансформацію свідомості жінок.
В 1995 році, у серпні розпочало свою діяльність і нове Всеукраїнське жіноче об'єднання «Солідарність». Головою об'єднання було обрано Валентину Гошовську.Основною метою створення якого є сприяння реалізації та захист законних соціальних, економічних, спортивних та інших спільних інтересів жінок України.
Сьогодні в Україні вже нараховується понад 700 жіночих організацій (34 мають статус міжнародних і всеукраїнських). Вони впливають на вдосконалення законодавства та механізмів щодо поліпшення становища жінок, прагнуть суспільного визнання організованого жіночого руху як важливого державотворчого чинника.
На початку 1999 року жінки, члени Всеукраїнського жіночого об'єднання «Солідарність», виступили з ініціативою щодо створення своєї партії. У листопаді 1999 року нова партія «Солідарність жінок України» була створена.
| Всеукраїнське жіноче об'єднання «Солідарність»                                       |
| ------------------------------------------------------------------------------------ |
| Голова об'єднання — Гошовська Валентина Андріївна                                    |
| Заснована/зареєстрована 18.09.1995 року                                              |
| Штаб-квартира 01001, м. Київ, вул. Михайлівська, 14-A, оф.2                          |
| Громадське об'єднання соціального значення                                           |
| Вебсторінка https://web.archive.org/web/20151011095120/http://solidarity-ngo.org.ua/ |

## Завдання
Основними завданнями Всеукраїнського жіночого об'єднання «Солідарність» є:
- сприяння залученню жінок до управління справами суспільства і держави;
- участь у вирішенні економічних проблем;
- сприяння захисту прав і свобод жінок, дітей, молоді, пенсіонерів у всіх галузях суспільного життя;
- сприяння впровадженню гендерної політики тощо.